# 阿尔尚
阿尔尚（法語：Archamps，法語發音：[aʁʃɑ̃]）是法国上萨瓦省的一个市镇，属于圣于连昂热讷瓦区。

## 地理
阿尔尚（46°8'8"N, 6°7'57"E）面积10.69 平方千米，位于法国奥弗涅-罗讷-阿尔卑斯大区上萨瓦省，该省份为法国东部省份，历史上为薩伏依的一部分，北与瑞士接壤，西接安省，南至萨瓦省，东与瑞士和意大利接壤。
与阿尔尚接壤的市镇（或旧市镇、城区）包括：圣于连昂热讷瓦、博蒙、科隆日苏萨莱沃、内当、勒萨佩。

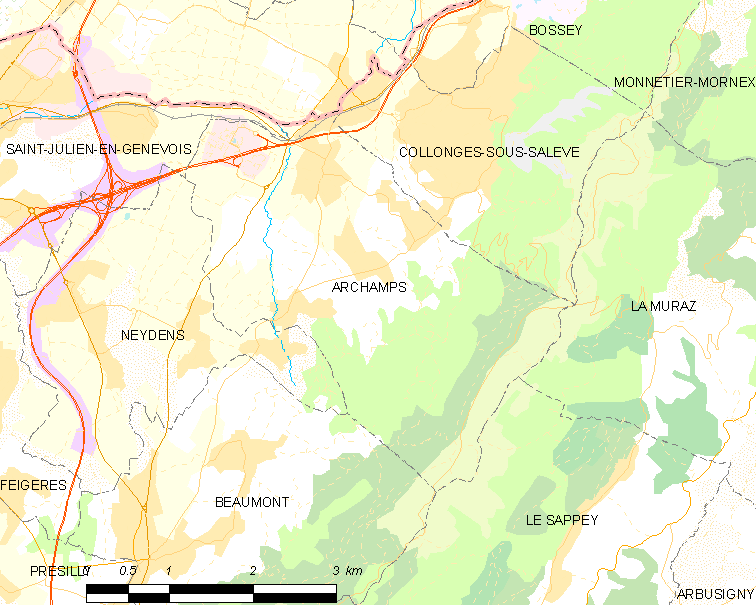
阿尔尚的OSM定位图

阿尔尚的时区为UTC+01:00、UTC+02:00（夏令时）。

## 行政
阿尔尚的邮政编码为74160，INSEE市镇编码为74016。

## 政治
阿尔尚所属的省级选区为圣于连昂热讷瓦县。

## 人口

1962-2008年间阿尔尚人口变化图示

阿尔尚于2022年1月1日时的人口数量为2458人。